# Polytrichum brachymitrium
Polytrichum brachymitrium är en bladmossart som beskrevs av C. Müller 1879. Polytrichum brachymitrium ingår i släktet björnmossor, och familjen Polytrichaceae. Inga underarter finns listade i Catalogue of Life.